# 胡会乡
胡会乡，是中华人民共和国山西省忻州市五寨县下辖的一个乡镇级行政单位。

## 行政区划
胡会乡下辖以下地区：
大胡会村、小胡会村、东鸡儿窊村、西鸡儿窊村、石咀头村、张家坪村、夏家窊村、桑家窊村、包家湾村、东坪村、川口村、水槽村、王家庄村和安子村。